# Trombidium holosericeum
Trombidium holosericeum este o specie de acarieni din genul Trombidium, cunoscuți sub numele de Acarienii de catifea. Probabil, culoarea roșie avertizează prădătorii cu privire la toxicitatea acarianului (însă nimic nu se cunoaște despre substanțele toxice prezente în corpul lui).

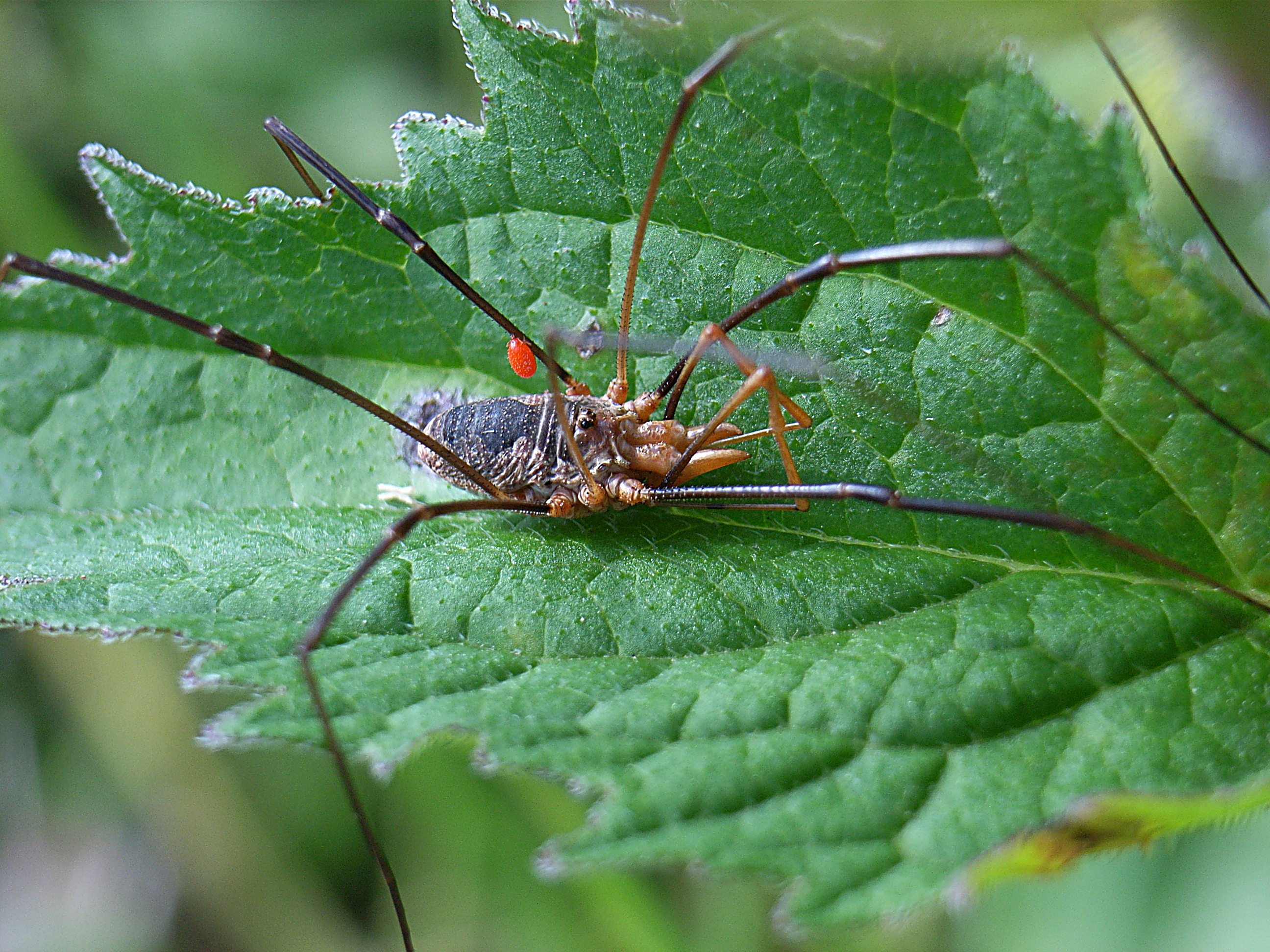
Phalangium opilio parazitat de larva Trombidium holosericeum

## Descriere
Trombidium holosericeum este unul dintre cei mai mari acarieni în zonele temperate din emisfera de nord, lungimea corpului fiind  de aproximativ 4 mm. Cuticula estre acoperită cu perișori fini ce îi dă un aspect catifelat. Ochii mici sunt situați la baza gnatosomei. Prima pereche de picioare îndeplinesc rolul organelor tactile.

## Modul de viață

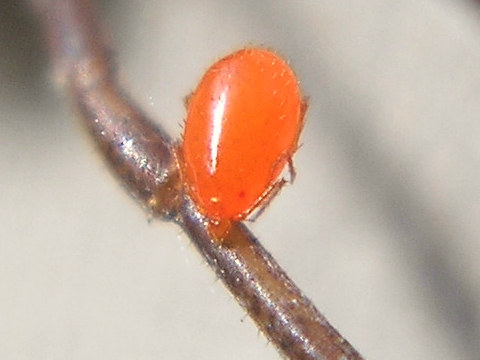
Larva în detaliu

Adulții trăiesc liber și sunt deseori găsiți plimbându-se în căutarea hranei. Larvele sunt parazite a unor insecte (lăcuste, diptere) sau a unui alt arahnid opilion), însă fără consecințe grave pentru gazdă. Corpul larvelor este rotunjit, aproape că nu se aseamănă cu adulții. În schimb nimfele, următoarea etapă de dezvoltare, duc un mod de viață similar adulților, având și forma caracteristică. Adulții se hrănesc cu artropode mici și cu ouăle acestora. Este un acarian ce habitează în sol.

## Răspândire
Ei sunt răspândiți în zona palearctică, inclusiv în România. Preferă zone de pădure, pajiști.